# Bandiera del Senegal
Le origini della bandiera del Senegal risalgono alla Federazione del Mali, la cui  bandiera era identica, ma aveva una figura umana stilizzata nera al posto della stella verde. La bandiera è un tricolore a bande verticali di uguali dimensioni, con i tradizionali colori panafricani: verde (lato del pennone), giallo e rosso, che simboleggiano rispettivamente:il verde simboleggia l'islam per i musulmani, la speranza per i cristiani e la fertilità per gli animisti, il giallo rappresenta l'oro e il rosso rappresenta il sangue versato nelle innumerevoli insurrezioni. La bandiera nella sua forma odierna venne adottata ufficialmente il 20 agosto 1960.

## Bandiere storiche

Bandiera del Senegal francese (1958-1959)
Bandiera della Federazione del Mali (1959-1961)